# Ali Çoban
Ali Çoban (* 1. Oktober 1955 in Tekirdağ; † 28. Mai 2014 in Istanbul) war ein türkischer Fußballspieler und -trainer. Obwohl er auch für den Erzrivalen Beşiktaş Istanbul tätig war, wird er vor allem mit Galatasaray Istanbul assoziiert.

## Spielerkarriere

### Verein
Çoban kam 1955 in der westtürkischen Stadt Tekirdağ auf die Welt, zog aber bereits in jungen Jahren mit seiner Familie nach Istanbul. Mit dem Vereinsfußball begann er hier in der Jugend seines Bezirkssportklubs Ortaköyspor. Anfang der 1970er Jahre verpflichtete ihn der damalige Zweitligist Bandırmaspor, wodurch Çoban seine Profikarriere hier startete. Durch seine Tätigkeit bei Bandırmaspor fiel er den Verantwortlichen der türkischen U-18-Nationalmannschaften auf, die ihn in den Jahren 1973 und 1974 regelmäßig nominierten.
Im Sommer 1974 wechselte Çoban innerhalb der 2. Futbol Ligi zu Gaziantepspor. Bei diesem Verein verweilte er nur eine Saison und zog anschließend zum Erstligisten Zonguldakspor weiter. Durch seine Tätigkeit bei Zonguldakspor fiel er auch den Istanbuler Vereinen auf, von denen Beşiktaş Istanbul am schnellsten reagierte und das Abwehrtalent zur Saison 1976/77 verpflichtete. Hier wurde er vom Cheftrainer Gündüz Tekin Onay in 35 Pflichtspielen eingesetzt. Seine Mannschaft blieb in der Liga chancenlos und beendete sie auf dem 4. Tabellenplatz. In dieser Saison erreichte Çobans Mannschaft auch das Finale im Türkischen Fußballpokal, verlor aber die Finalbegegnungen gegen den damals den türkischen Fußball dominierenden Verein Trabzonspor. Als einziger Titel konnte in dieser Saison der Premierminister-Pokal geholt werden. In die neue Saison startete der Klub mit Recep Adanır als Cheftrainer. Unter diesem Trainer stieg Çoban endgültig zum Stammspieler auf und absolvierte alle Ligaspiele seiner Mannschaft. Der Verein beendete die Saison weit abgeschlagen auf dem 5. Tabellenplatz und blieb auch in den anderen Wettbewerben ohne Titelgewinn. Die nächsten beiden Spielzeiten fiel Beşiktaş in der Meisterschaft noch weiter zurück als bisher und spielte in der Saison 1979/80 gar um den Klassenerhalt. Dieser Umstand sorgte dafür, dass innerhalb des Vereins eine unruhige Stimmung zu herrschen begann und die Vereinsführung zum Saisonende eine Kaderrevision ankündigte. Am Saisonende zeigte sich Çoban mit dem Gehaltsangebot von Beşiktaş unzufrieden und bat um seinen Verkauf.
Nach diesen Entwicklungen bot der Erstligist Adanaspor für Çoban Beşiktaş eine Ablösesumme von 4 Millionen Türkische Lira an. So wechselte Çoban für die kommende Saison zu Adanaspor. Ausschlaggebend an diesem Wechsel war der Umstand, dass Adanaspor von Gündüz Tekin Onay trainiert wurde, jenem Trainer der Çoban auch zu Beşiktaş geholt hatte. Direkt nach Saisonstart bekundete auch Galatasaray Istanbul Interesse an Çoban und versuchte ihn zu verpflichten. So wurde er auf Wunsch des Galatasaray-Trainers Brian Birch für den Rest der Saison ausgeliehen. Mit seinem Klub spielte er lange Zeit um die Meisterschaft mit, fiel aber gegen Saisonende von der Tabellenspitze ab und beendete die Saison auf dem 3. Platz. Çoban wusste bei Galatasaray zu überzeugen und sorgte dafür, dass sein eigentlicher Arbeitgeber Adanaspor eine Ablösesumme über 4,5 Millionen Lira forderte. Nach langen Transferverhandlungen zahlten die Istanbuler eine Ablösesumme über 2,5 Millionen Lira. In der nächsten Saison absolvierte Çoban 27 der 30 möglichen Ligaspiele. Sein Verein erlebte eine der schwierigste Zeiten seiner bisherigen Vereinsgeschichte und war bis zum Saisonende mit dem Abstieg konfrontiert. Seine Mannschaft wurde in dieser Spielzeit Türkischer Fußballpokal- und TSYD-Pokalsieger und konnte so zwei Titelgewinne verbuchen. Zudem holte seine Mannschaft den Devlet-Başkanlığı-Pokal. Die nächsten beiden Spielzeiten spielte Galatasaray wieder an der Tabellenspitze mit und wurde zweimal Tabellendritter.
Obwohl Çoban in der Saison 1983/84 bei Galatasaray unangefochten Stammspieler war und als einer Leistungsträger gezählt wurde, verließ er diesen Verein und wechselte zum Ligarivalen Kocaelispor. Im Nachhinein beschwerte sich der Galatasaray-Präsident Ali Uras über den Verkauf Çobans. Für Kocaelispor spielte Çoban nur eine Saison und zog anschließend zum Istanbuler Erstligisten Sarıyer GK weiter. Bei diesem Klub etablierte er sich auf Anhieb als Stammspieler. Sein Verein beendete die Saison 1985/86 als Tabellenvierter und erreichte die bis dato beste Erstligaplatzierung der Vereinsgeschichte. Çoban spielte eine weitere Saison bei Sarıyer und schaffte es durch seine Leistungen wieder zurück in die türkische Nationalmannschaft.
Im Sommer 1987 verließ er Sarıyer und wechselte innerhalb der Liga zum Aufsteiger Karşıyaka SK. Dort wurde er zum Mannschaftskapitän gewählt und führte in dieser Funktion den Verein auf den 7. Tabellenplatz, die zweitbeste Erstligaplatzierung der Klubgeschichte. Aufgrund einer Verletzung, die er sich am 17. September 1988 gegen Eskişehirspor zuzog, musste Çoban seine Karriere beenden.

### Nationalmannschaft
Çoban begann seine Nationalmannschaftskarriere mit einem Einsatz für die U-18-Nationalmannschaft. Bis ins Jahr 1974 absolvierte er elf U-18-Spiele.
Nach seinem Wechsel zu Beşiktaş Istanbul begann Çoban auch die türkische U-21-Nationalmannschaft zu spielen. In einigen dieser U-21-Länderspieleinsätzen war er über 21 Jahre alt.
Çoban wurde in seiner letzten Saison bei Beşiktaş vom Nationaltrainer Metin Türel in den Kader der Türkischen Nationalmannschaft nominiert und gab am 22. März 1978 in einer Partie des Balkan-Cups gegen die Rumänische Nationalmannschaft sein Länderspieldebüt. Nach diesem ersten Länderspieleinsatz wurde Çoban einen Monat später ein weiteres Mal nominiert und erhielt die nächsten sechs Jahre keine Länderspielberufung. Erst im März 1984 wurde er vom neuen Nationalcoach Coşkun Özarı wieder berücksichtigt. Fortan gehörte er etwa Jahr lang zu den regelmäßig nominierten Nationalspielern. 1987 begann er wieder für die A-Nationalmannschaft nominiert zu werden.
Er zählte zu den Spielern, die sich bei einem der bittersten Niederlagen der türkischen Nationalmannschaft im Mannschaftsaufgebot befanden. Am 14. Oktober 1987 verlor die Mannschaft im EM1988-Qualifikationsspiel Auswärts gegen die Englische Nationalmannschaft mit 0:8.

## Trainerkarriere
Die Zeit nach seinem Karriereende bis Mitte der 2000er Jahre ist weitestgehend unbekannt. Ab dem Sommer 2006 begann Çoban den Istanbuler Verein Pendikspor als Cheftrainer zu betreuen. 2009 übernahm er mit Gaziosmanpaşaspor einen weiteren Istanbuler Verein. 2011 trainierte er mit Ortaköyspor jenen Verein, bei dem er mit dem Vereinsfußball begonnen hatte.

## Tod
Am 28. Mai 2014 verstarb Çoban in einem Istanbuler Krankenhaus an den Folgen einer langwierigen Krankheit. Er wurde am nächsten Tag,  nach dem Mittagsgebet in der Ortaköy-Moschee auf dem Ortaköy-Friedhof beigesetzt.

## Erfolge
Mit Beşiktaş Istanbul
- Premierminister-Pokalsieger: 1976/1977

Mit Galatasaray Istanbul
- Türkischer Pokalsieger: 1981/82
- Devlet-Başkanlığı-Pokal: 1981/82
- TSYD-Istanbul-Pokal: 1981/82

Mit Sarıyer SK
- Tabellenvierter der Süper Lig: 1985/86